# Biaix de gènere
El biaix de gènere és la manca d’igualtat de representació de persones de distints gèneres en una realitat social o en àmbits com ara l’ús de recursos naturals i culturals, l’educació, la política, el món laboral, la recerca, l’art i la religió. Es defineix com una inclinació esbiaixada vers una persona o col·lectiu basada en el seu gènere. Aquest biaix es pot fer efectiu com una predisposició, parcialitat, prejudici o predilecció a l'hora de seleccionar, representar o prendre decisions vers una persona o col·lectiu. S'entén com un plantejament erroni de la igualtat entre persones, que pot generar una conducta desigual i discriminatòria, com per exemple l'educació mixta o la cultura de la violació. El gènere no es refereix estrictament al sexe biològic —de naixement— sinó a la construcció social de la identitat de gènere d'una persona o col·lectiu, incloent-hi doncs una gradació no binària entre home, dona o transgènere.
Els biaixos de gènere poden fer-se evidents en els processos de socialització tant durant la infància com ja en la vida adulta, i en el moment d'adopció de rols en entorns laborals o familiars. En l'àmbit laboral, per exemple, el biaix de gènere es pot definir com aquell tracte desigual en oportunitats d'ocupació (com la promoció, la remuneració, beneficis i privilegis) a causa de actituds basades en el gènere d'un empleat o grup d'empleats.
És una realitat que afecta gran part de l'esfera social, incloent-hi la producció científica, l'urbanisme, el transport, clima, economia o religió. Quant a la literatura, el biaix de gènere és molt acusat en els repertoris canònics per la nul·la o poca representació d’autores, per exemple.